# اچ‌ام‌اس آکاتس (اچ۱۲)
اچ‌ام‌اس آکاتس (اچ۱۲) (به انگلیسی: HMS Achates (H12)) یک کشتی بود که طول آن ۳۱۲ فوت (۹۵ متر) بود. این کشتی در سال ۱۹۲۹ ساخته شد.